# Ирина Александровна Романовa
Кнегиња Ирина Александровна Романовa (рус. Ирина Александровна Романова; Санкт Петербург, 15. јул 1895 — Париз, 26. фебруар 1970) била је руска племкиња краљевсе крви; најстарије дете великог кнеза Михаила Николајевича и велике кнегиње Ксеније Александровне и сестричина руског цара Николаја II. Удала се за кнеза Феликса Јусупова, најбогатијег наследника царске Русије 1913. године, са којим је имала ћерку Ирину. Након Октобарске револуције живела је са породицом у Паризу, где су заузимали угледно место у руским емигрантским круговима и били познати по својој дарежљивости.
Узорак ДНК њене унуке, кнегињице Ксеније Сфирис, употребљен је за индентификацију земних остатака цара Николаја II и његове породице након што су њихова тела ископана 1991. године.